# Lipna panna młoda
Lipna panna młoda (ang. The Decoy Bride) – brytyjska komedia romantyczna z gatunku dramat z 2011 roku w reżyserii Sheree Folkson. Wyprodukowana przez wytwórnię CinemaNX.
Premiera filmu odbyła się 14 maja 2011 podczas 64. Międzynarodowego Festiwalu Filmowego w Cannes, a dziesięć miesięcy później film odbył się 9 marca 2012 w Wielkiej Brytanii. Zdjęcia do filmu zrealizowano w Szkocji (Glasgow, zamek Caerlaverock w hrabstwie Dumfries and Galloway) oraz na Wyspie Man.

## Opis fabuły
Gwiazda filmowa Lara Tyler (Alice Eve) szuka miejsca, gdzie mogłaby wziąć cichy ślub z pisarzem Jamesem (David Tennant). Decyduje się na malowniczą szkocką wysepkę Hegg, ale wkrótce pojawiają się tam paparazzi. Panna młoda ucieka, a jej menedżer, zatrudnia sobowtóra, sympatyczną Katie (Kelly Macdonald).

## Obsada
Źródło: Filmweb
- Alice Eve jako Lara Tyler[6]
- David Tennant jako James Arber[6]
- Kelly Macdonald jako Katie Nic Aodh[6]
- Michael Urie jako Steve Korbitz[3]
- Federico Castelluccio jako Marco Ballani[3]
- Maureen Beattie jako Iseabail Nic Aodh[3]
- Dylan Moran jako Charley
- Sally Phillips jako Emma
- James Fleet jako William